# Pandemia de COVID-19 em Burquina Fasso
Este artigo documenta os impactos da pandemia de coronavírus de 2020 no Burquina Fasso e pode não incluir todas as principais respostas e medidas contemporâneas.

## Cronologia
Em 9 de março, os dois primeiros casos de COVID-19 em Burquina Fasso foram anunciados. Em 13 de março, um terceiro caso foi confirmado, tratando-se de uma pessoa que teve contato direto com os dois primeiros.
Em 14 de março, sete casos foram confirmados no país. Cinco dos novos casos confirmados tiveram contato com os dois primeiros; 1 é cidadão da Inglaterra, que trabalhava numa mina de ouro, e outro que foi para Liverpool durante as férias e voltou em 10 de março, passando por Vancouver e Paris.
Em 15 de março, oito novos casos foram confirmados, de acordo com uma declaração do Ministério da Saúde local, elevando o número total para 15. Em 17 de março, 20 casos foram confirmados. Em 18 de março, a primeira fatalidade foi ddivulgada, tratando-se de uma mulher de 62 anos com diabetes preexistente.
Em 18 de março, 27 casos foram confirmados no total. Em 19 de março, 33 casos totais foram confirmados. Em 20 de março, 40 casos foram confirmados no total, incluindo o ministro da Educação do país.